# Mircea Cojocaru
Mircea Cojocaru (n. 21 iulie 1938, Cernăuți - d. 31 mai 1995, SUA) a fost un prozator din România.

## Romane
- Minciuna (1968)
- Ramayana, Roman zadarnic (1970)
- Înapoi la Savina (1976)
- Risipa (1984)